# Kuća Vučetić u Hvaru, ul. kroz Burak 47
Kuća Vučetić, kuća u Hvaru, zaštićeno kulturno dobro.

## Opis dobra
Gotička dvokatnica izgrađena je u XV. stoljeću. Smještena je na zapadnom obodu bloka u središnjem dijelu Burga. Jedino je zapadno pročelje otvoreno prema glavnoj ulici predjela. Tlocrt kuće je pravokutan, zaključena je dvovodnim krovom. Zapadno pročelje se ističe kvalitetnom gotičkom arhitektonskom dekoracijom.

## Zaštita
Pod oznakom Z-6889 zavedena je kao nepokretno kulturno dobro - pojedinačno, pravna statusa zaštićena kulturnog dobra, klasificirano kao "profana graditeljska baština".